# Sáp dầu

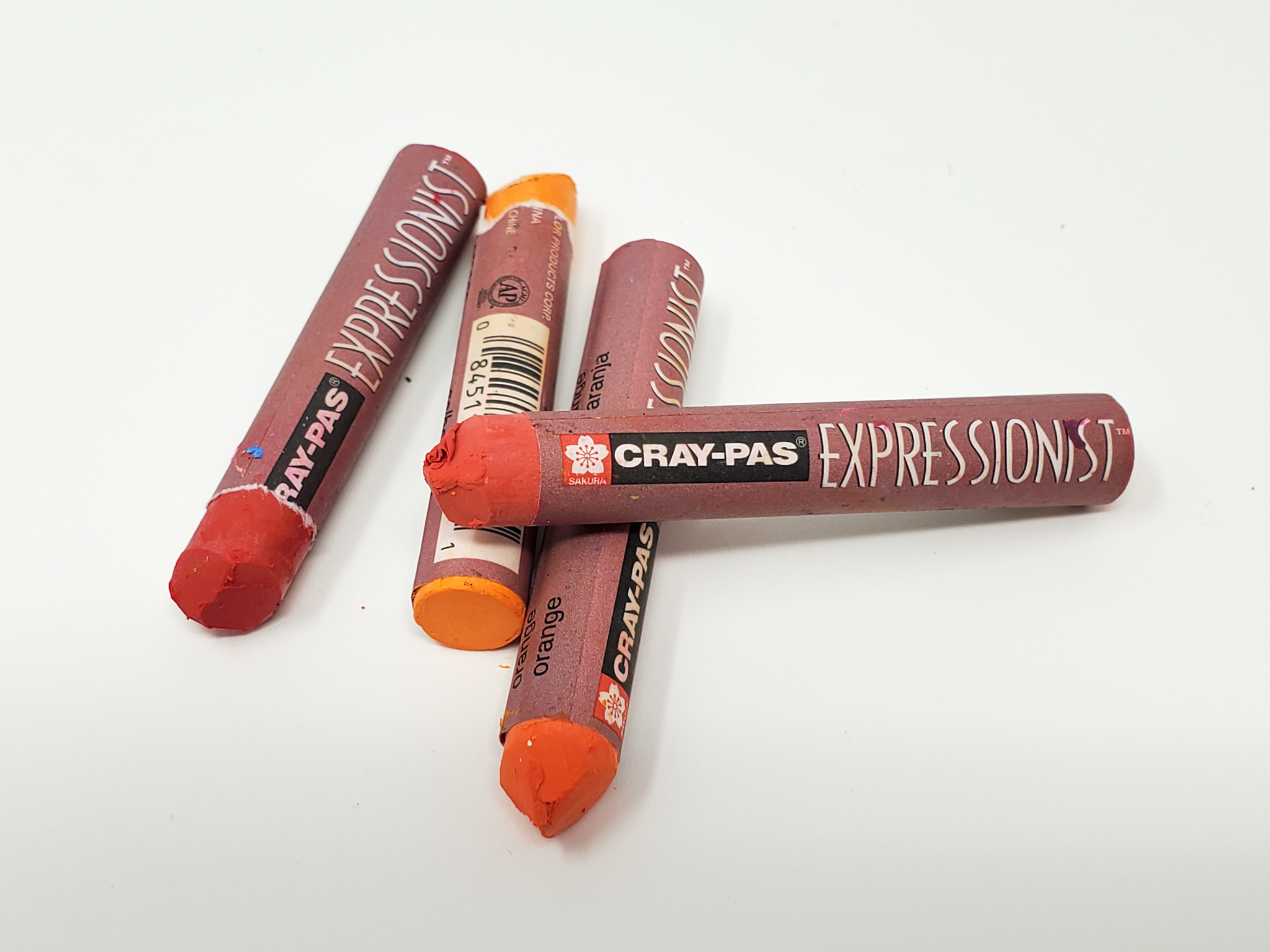
Một vài viên sáp dầu màu cam và đỏ

Sáp dầu là một loại chất liệu mĩ thuật được làm từ sắc tố, dầu và sáp ong trắng. Đây chất liệu mĩ thuật độc đáo để tạo ra tranh màu. Vì những đặc điểm độc đáo của chúng, nhiều họa sĩ chọn sử dụng chúng thay vì các chất liệu khác.

## Lịch sử
Sáp dầu được phát minh lần đầu tiên vào năm 1921 dưới dạng bút chì màu chất lượng cao kết hợp tính mềm dẻo với dải màu rực rỡ. Đến năm 1927, cây bút được gọi là Cray-Pas đã được hoàn thiện. Năm 1947, họa sĩ Henri Goetz đã tìm đến Henri Sennelier, nhà sản xuất chất liệu mĩ thuật nổi tiếng, về việc tạo ra một cây bút màu sáp cho người bạn Pablo Picasso của ông, thứ sẽ mang lại một sản phẩm chuyên nghiệp hơn Cray-Pas. Năm 1949, sáp dầu chuyên nghiệp đầu tiên có thể được sử dụng trên nhiều loại bề mặt mà không bị phai màu, được phát triển bởi Sennelier. Ban đầu sáp dầu chỉ có sẵn một bảng màu gồm các màu cơ bản, lựa chọn màu đã được mở rộng với việc bổ sung các màu sắc khác và một loạt các màu xám.

## Bề mặt vẽ phù hợp
Các họa sĩ có thể chọn làm việc trên nhiều bề mặt khác nhau bao gồm giấy, vải bạt, bìa cứng hoặc masonite. Bề mặt phổ biến thường được các họa sĩ sử dụng đối với sáp dầu là giấy. Răng hoặc kết cấu của giấy cũng ảnh hưởng đến kết quả khi hoàn thiện. Răng nặng hơn hoặc kết cấu giấy thô hơn có thể tạo ra hình ảnh có hạt trong khi kết cấu mịn hơn sẽ tạo ra hình ảnh sắc nét hơn. Hầu hết các họa sĩ sáp dầu chọn làm việc trên các bề mặt có nhiều răng vì có thể xếp chồng nhiều lớp sáp dầu. Việc xếp chồng màu nhiều lớp thường dẫn làm cho tranh có chiều sâu hơn. Các bề mặt mịn hơn vẫn có thể chồng màu, nhưng ở mức độ thấp hơn.

## Một số họa sĩ nổi tiếng với sáp dầu[5]

#### Edgar Degas

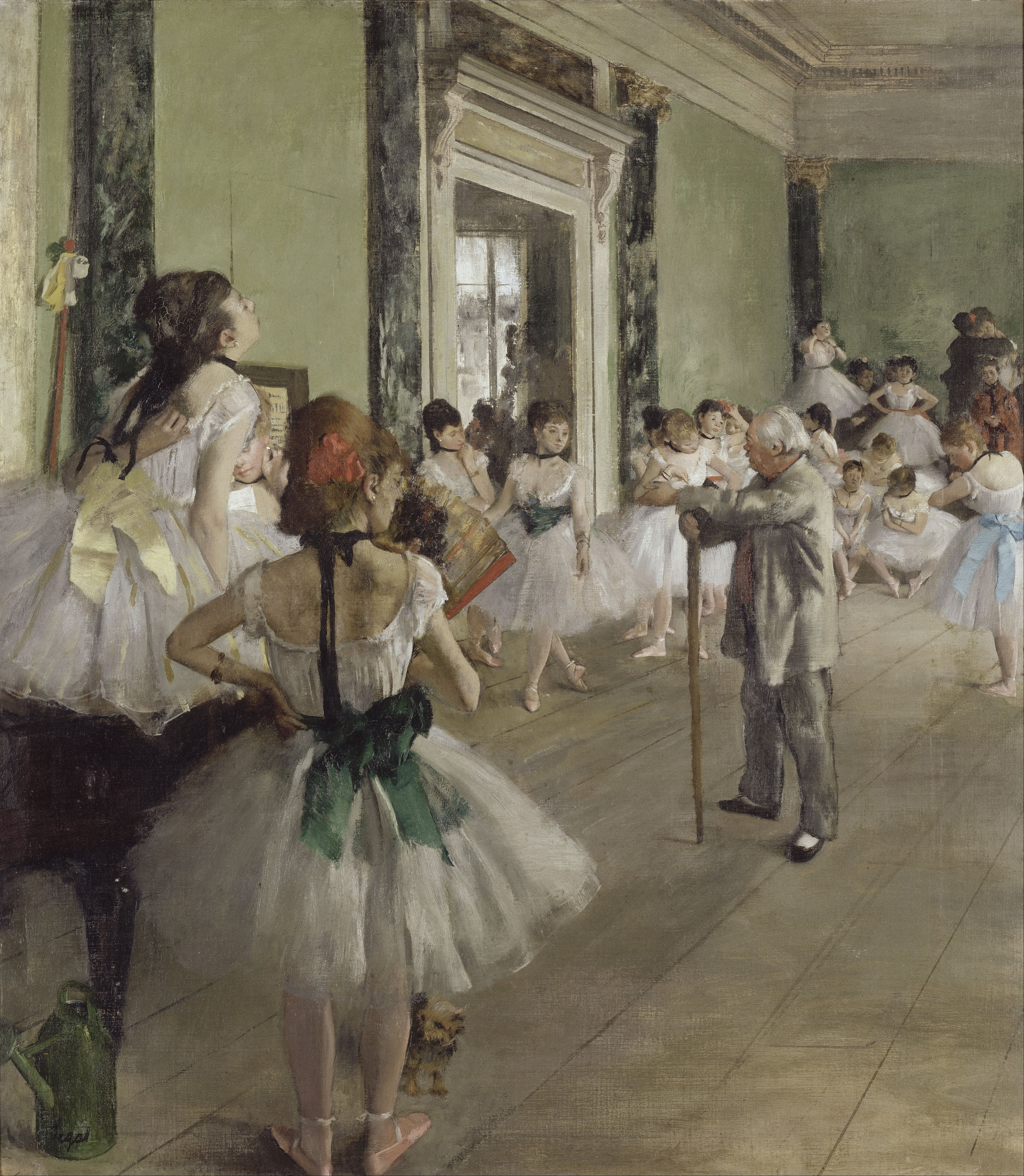
Bức tranh The Ballet Class

Nghệ sĩ người Pháp Edgar Degas là một trong những nghệ sĩ vẽ tranh màu sáp phong phú nhất và đã tạo ra hơn 700 bức tranh và bản vẽ sáp dầu. Là một người theo trường phái Ấn tượng, ban đầu ông chuyển sang chất liệu này vì nhu cầu tài chính của mình, cuối cùng ông dần thích sử dụng các que sáp màu hơn.

#### Jean-François Millet

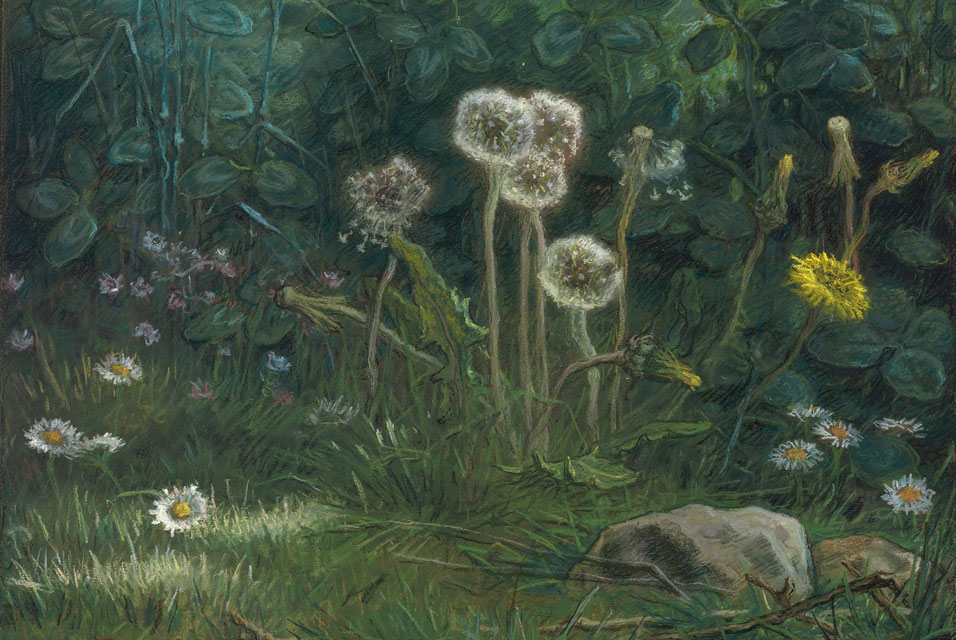
Bức tranh Dandelions

Jean-François Millet là một họa sĩ người Pháp, một trong những thành lập nên trường phái Barbizon. Những bức tranh của ông thường miêu tả những người nông dân trên đồng ruộng.

#### Mary Cassatt
Lấy cảm hứng từ các tác phẩm của Degas, Cassatt cuối cùng đã phát triển một phong cách nghệ thuật đặc biệt của riêng mình. Lấy mẹ và con làm chủ đề đặc trưng của mình, bà tạo ra những bức chân dung đồng thời khám phá những khoảnh khắc thanh bình thông qua bảng màu sống động và những nét vẽ tràn đầy năng lượng.